# 渚橋
渚橋（なぎさばし）は、岐阜県高山市久々野町渚で飛騨川を渡る高山市道阿多粕渚線の道路橋である。

## 概要
1948年（昭和23年）に架橋された渚橋は、終戦直後の資材不足から、大日本帝国陸軍の在庫となったJKTトラス橋を活用し、全国に十橋ほど架橋されたうちの1橋である。木橋から架け替えであった。
その後、国道41号の一次改築として、建設省により鋼2径間連続箱桁橋および鋼2径間連続鈑桁橋からなる新橋に架け替えられた。
その後、事前通行規制の回避や防災対策として本橋を含む区間をバイパスする事業化された国道41号阿多粕改良（小坂久々野バイパス）が2013年（平成25年）11月2日に供用されたことに伴って2015年（平成27年）4月1日に高山市道阿多粕渚線に移管された。